# Clan norreni
I clan norreni (norreno: ætt) erano gruppi sociali basati sulla discendenza da un unico capostipite o sull'accettazione formale di un individuo nel gruppo per decisione di un'assemblea, il þing.

## Storia
In assenza di una forza di polizia, il clan era la principale forza di sicurezza della società norrena, poiché i membri erano obbligati dall'onore a vendicare la morte di uno di loro. Un clan norreno non era legato ad un particolare territorio, come invece succedeva per i clan scozzesi, dove il capo possedeva il territorio come se fosse un feudo; la terra dei clan scandinavi era posseduta dai singoli individui. Il nome del clan derivava da quello del capostipite, con l'aggiunta spesso di un -ung o -ing finale.
Poiché col passare del tempo in Scandinavia si è instaurato un governo centrale, l'ætt ha oggi perso la sua importanza per la gente comune. Tuttavia è rimasto in uso fra i reali e la nobiltà per indicare l'ascendenza.

### Clan più importanti
- Wægmunding, nel Beowulf;
- Ylfing/Wulfing, nel Beowulf e nelle saghe norrene;
- Scylfing/Yngling;
- Scylding/Skjöldung;
- Völsung
- Folkung